# Sar Tappeh (ort i Iran)
Sar Tappeh (persiska: سر تپّه) är en ort i Iran.   Den ligger i provinsen Kermanshah, i den västra delen av landet, 400 km väster om huvudstaden Teheran. Sar Tappeh ligger 1 485 meter över havet och antalet invånare är 116.
Terrängen runt Sar Tappeh är kuperad åt nordväst, men åt sydost är den platt. Runt Sar Tappeh är det ganska tätbefolkat, med 185 invånare per kvadratkilometer. Närmaste större samhälle är Sarv-e Nāv-e Soflá, 6,3 km nordväst om Sar Tappeh. Trakten runt Sar Tappeh består till största delen av jordbruksmark.